# Camicia

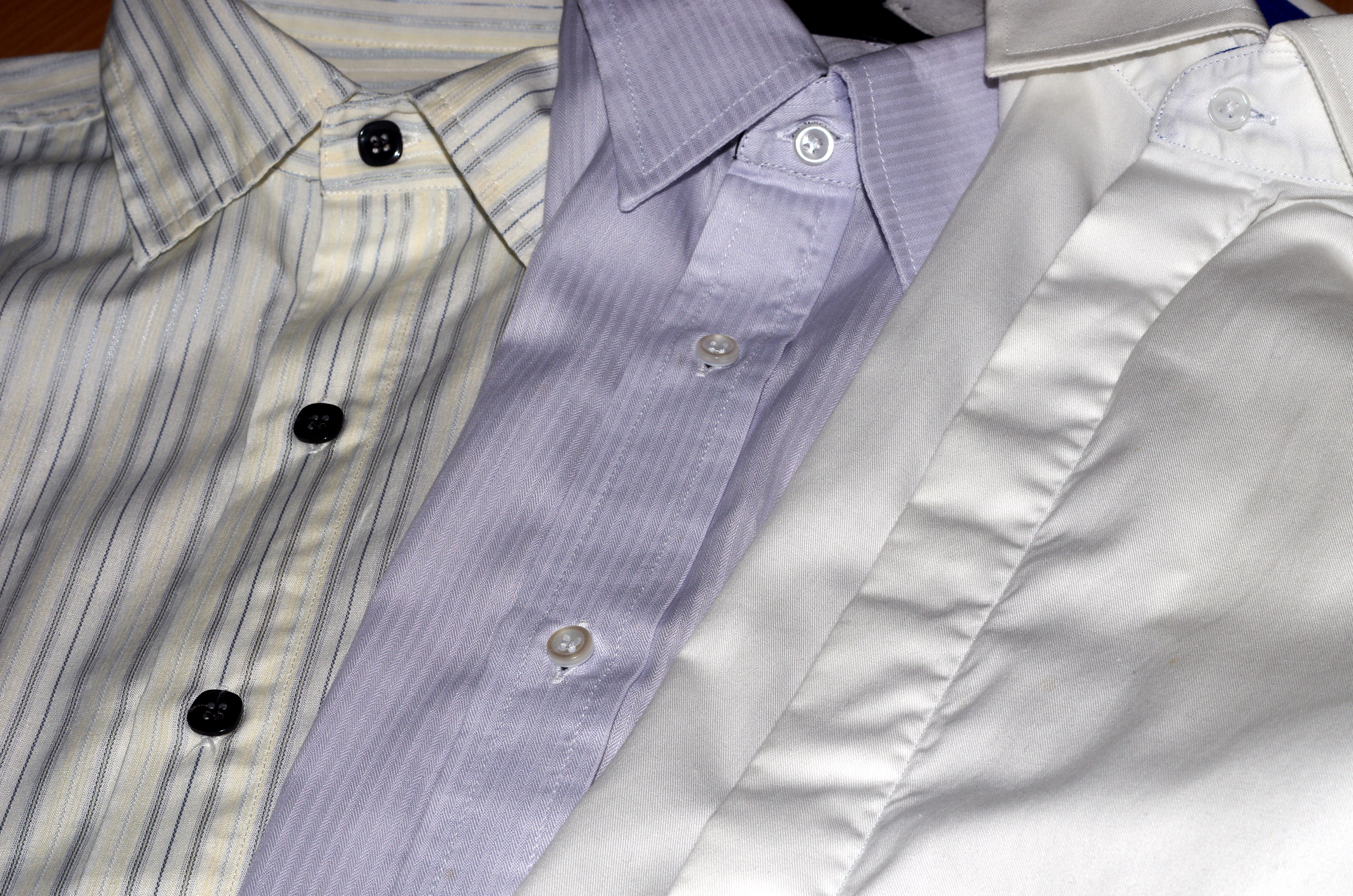
Tre esempi di camicie

La camicia è un capo d'abbigliamento di stoffa che copre il busto. Di solito ha un colletto, maniche, un taschino (a volte due taschini, con o senza bottone) ed è abbottonata sul davanti.

## La camicia nei secoli
La camicia, seppur non nel senso in cui noi ora la intendiamo, è molto antica. Una veste leggera, di lino o di bisso, da portare rigorosamente sotto la tunica, era nota fin dai tempi della tarda romanità e aveva la caratteristica di essere molto lunga e soprattutto nascosta. Anche il termine è antico: già alla fine dell'VIII secolo nel testamento del Patriarca Fortunato ai suoi chierici si parla di camisas et bragas. Fino al 1500 essa era mostrata solo attraverso i tagli delle maniche della veste. Aveva diversi scopi: quello di essere indossata durante il bagno comune tra un uomo e una donna (fino al primo Rinascimento i sessi si lavavano e mangiavano assieme in una tinozza di legno); quello di separare il corpo nudo dagli indumenti di tessuto pesante e da formare una barriera contro epidermidi poco pulite; dono e pegno d'amore nel Medioevo e, dalla fine del Seicento quando fu ornata di pizzi, quello di essere uno status symbol che divideva l'aristocrazia dalla plebe, la quale a sua volta spesso la indossava come unico abito. C'era poi la camicia da notte, non sempre portata. In epoche più recenti la camicia poteva indicare l'appartenenza a un'idea politica: le camicie rosse dei garibaldini, le camicie nere dei fascisti e le camicie brune dei nazisti.
L'importanza della camicia crebbe nell'abbigliamento maschile nel periodo barocco, quando fu inventata la cravatta che all'inizio era una semplice striscia di lino bianco che girava attorno al collo e cadeva negligentemente sul torace. I polsi erano coperti da mezze maniche di lino terminanti in cascate di merletti. Fino al 1900 la camicia fu rigorosamente staccata dai polsini e dal colletto. Il collo della camicia vera e propria era corto e verticale (pistagna, noto oggi anche come colletto alla coreana), quel tanto che bastava per cucirvi sopra i bottoni che fermavano il colletto. L'importanza del colletto derivava dal fatto che era rigido, alto e inamidato e, con l'avvento del costume borghese del 1800, doveva essere rigorosamente bianco e racchiuso in una cravatta dal nodo impeccabile. Lo stile era stato dettato da Lord Brummell che riteneva la pulizia personale una distinzione del vero dandy. I polsini, pure quelli inamidati, erano chiusi da gemelli. Per accentuare la rigidezza della camicia, che era piuttosto lunga e poteva formare antipatiche piegoline, si inventarono anche i davanti in celluloide.

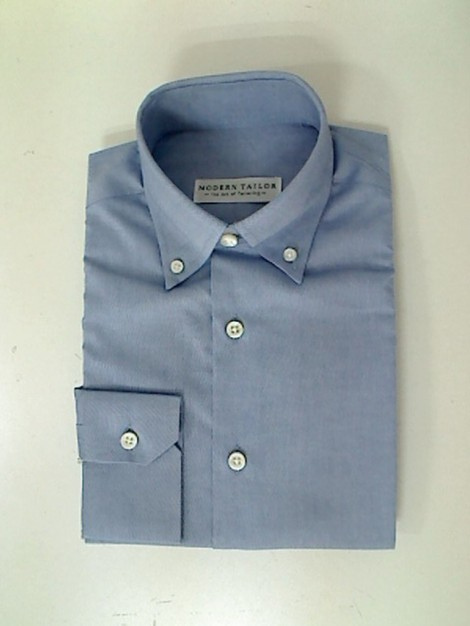
Una camicia industriale

Attorno al 1860 cominciarono a comparire le prime camicie colorate, all'inizio portate solo per gli abiti da giorno, mentre per quelli da sera il bianco restava di rigore. Lo sport, diffusosi dalla seconda metà del secolo, introdusse utili novità: il colletto floscio e attaccato, la camicia sportiva portata anche senza la giacca, in flanella, in jeans. Quest'ultima all'inizio faceva parte di una divisa da lavoro, ma venne poi adottata dai giovani come segno di contestazione. Durante gli anni venti fu molto di moda la cosiddetta camicia button down, col collo fermato da due bottoncini sul davanti, che ormai è diventata un classico della moda. Per evitare che le estremità del collo si arricciassero, soprattutto con la cravatta, si usavano le apposite stecche o tendicollo.

## Tipologie speciali
- Barong tagalog
- Blusa
- Camicia hawaiana
- Guayabera
- Kosovorotka
- Safari
- Tangzhuang

## Tessuti per camicie
La stragrande maggioranza dei tessuti per camiceria è rappresentata dai seguenti:
- Popeline
- Oxford
- Piqué
- Batista
- Flanella
- Seta
- Shantung
- Lino
- Jeans
- Filo di Scozia

Tutti i suddetti tessuti si distinguono poi per titolo, l'unità di misura che rappresenta il numero di fili per centimetro quadrato; la scala di titoli varia da 30 a 300. Più è alto il titolo più è pregiato il tessuto, e la sensazione al tatto diventa davvero piacevole per morbidezza, setosità e lucentezza.
Ogni stoffa può essere anche compatta, ritorta e doppia ritorta; in quest'ultimo caso il tessuto sarà composto da 2 fili, uno perpendicolare (detto filo di finissaggio) ed uno orizzontale (detto filo d'orditura).

## Modi di dire
- Nascere con la camicia (anticamente si diceva "nato vestito"). Ci sono bambini che escono dall'utero avvolti nella membrana amniotica. Era un segno di fortuna e di doti divinatorie, e un simile neonato era considerato prediletto dagli dei.
- Sudare sette camicie, ovvero faticare moltissimo per ottenere qualcosa.